# 885 Ulrike
885 Ulrike, asteroid glavnog pojasa. Otkrio ga je Sergej Beljavski, 23. rujna 1917.

## Vanjske poveznice
- Minor Planet Center